# Athanas minikoensis
Athanas minikoensis is een garnalensoort uit de familie van de Alpheidae. De wetenschappelijke naam van de soort is voor het eerst geldig gepubliceerd in 1903 door Coutière.